# Liste der Kulturgüter von nationaler Bedeutung im Kanton Basel-Landschaft
Diese Liste enthält alle national bedeutenden Kulturgüter (A-Objekte, geregelt in KGSV) im Kanton Basel-Landschaft, die in der Ausgabe 2009 (Stand: 1. Januar 2018) des Schweizerischen Inventars der Kulturgüter von nationaler und regionaler Bedeutung vermerkt sind. Sie ist nach politischen Gemeinden sortiert; enthalten sind 36 Einzelbauten, sechs Sammlungen und 22 archäologische Fundstellen.

## Abkürzungen
- A: Archäologie
- Arch: Archiv
- B: Bibliothek
- E: Einzelobjekt
- M: Museum
- O: Mehrteiliges Objekt

## Inventar nach Gemeinde

### Aesch
| KGS-Nr. | Foto | Objektbezeichnung                       | Typ | Adresse            | Koordinaten     |
| ------- | ---- | --------------------------------------- | --- | ------------------ | --------------- |
| 01371   |      | Gmeiniwald (neolithisches Dolmengrab)   | A   |                    | 609831 / 257520 |
| 09014   |      | Schulanlage Neumatt (Sekundarschulhaus) | E   | Reinacherstrasse 5 | 611716 / 258024 |

### Arlesheim
| KGS-Nr. | Foto | Objektbezeichnung                                                                       | Typ | Adresse         | Koordinaten     |
| ------- | ---- | --------------------------------------------------------------------------------------- | --- | --------------- | --------------- |
| 01383   |      | Domkirche                                                                               | E   | Domplatz 16     | 613731 / 260160 |
| 01384   |      | Eremitage mit Burgruine Schloss Birseck                                                 | A O |                 | 614317 / 260149 |
| 01385   |      | Domherrenhaus                                                                           | E   | Domstrasse 2    | 613548 / 260265 |
| 01386   |      | Andlauerhof                                                                             | O   | Andlauerweg 15  | 613886 / 260326 |
| 01388   |      | Domherrenhäuser am Domplatz                                                             | O   | Domplatz 5–12   | 613698 / 260159 |
| 09565   |      | Höhle Birseck Eremitage, paläolithische Wohnhöhle / Kultplatz / neolithische Bestattung | O   | Ermitagestrasse | 614256 / 260061 |
| 09927   |      | Schloss Reichenstein                                                                    | O   |                 | 614346 / 260685 |

### Augst
| KGS-Nr. | Foto | Objektbezeichnung                                    | Typ | Adresse              | Koordinaten     |
| ------- | ---- | ---------------------------------------------------- | --- | -------------------- | --------------- |
| 01391   |      | Augusta Raurica (römische Koloniestadt) sowie Museum | A M |                      | 621318 / 264849 |
| 01393   |      | Villa Clavel auf Castelen                            | E   | Giebenacherstrasse 9 | 621281 / 264900 |

### Bennwil
| KGS-Nr. | Foto | Objektbezeichnung                 | Typ | Adresse | Koordinaten     |
| ------- | ---- | --------------------------------- | --- | ------- | --------------- |
| 09566   |      | Ötschberg (neolithische Siedlung) | A   |         | 625051 / 251300 |

### Birsfelden
| KGS-Nr. | Foto | Objektbezeichnung                                     | Typ | Adresse        | Koordinaten     |
| ------- | ---- | ----------------------------------------------------- | --- | -------------- | --------------- |
| 01401   |      | Kraftwerk Birsfelden                                  | O   | Hofstrasse 80  | 614132 / 267684 |
| 09730   |      | Römisch-katholische Kirche Bruder Klaus               | E   | Hardstrasse 28 | 614090 / 266785 |
| 11656   |      | Sternenfeld (Teil der spätrömischen Rheinbefestigung) | A   |                | 615101 / 267350 |

### Bottmingen
| KGS-Nr. | Foto | Objektbezeichnung | Typ | Adresse        | Koordinaten     |
| ------- | ---- | ----------------- | --- | -------------- | --------------- |
| 01403   |      | Weiherschloss     | O   | Schlossgasse 9 | 609909 / 263671 |

### Brislach
| KGS-Nr. | Foto | Objektbezeichnung                          | Typ | Adresse | Koordinaten     |
| ------- | ---- | ------------------------------------------ | --- | ------- | --------------- |
| 01406   |      | Kohlerhöhle (paläolithisch genutzte Höhle) | A   |         | 609781 / 253480 |

### Bubendorf
| KGS-Nr. | Foto | Objektbezeichnung   | Typ | Adresse | Koordinaten     |
| ------- | ---- | ------------------- | --- | ------- | --------------- |
| 01408   |      | Schloss Wildenstein | O   |         | 622423 / 253303 |

### Burg im Leimental
| KGS-Nr. | Foto | Objektbezeichnung   | Typ | Adresse | Koordinaten     |
| ------- | ---- | ------------------- | --- | ------- | --------------- |
| 01415   |      | Schloss mit Kapelle | O   |         | 600151 / 256220 |

### Buus
| KGS-Nr. | Foto | Objektbezeichnung | Typ | Adresse                | Koordinaten     |
| ------- | ---- | ----------------- | --- | ---------------------- | --------------- |
| 01418   |      | Ständerhaus       | E   | Rickenbacherstrasse 16 | 632093 / 261596 |

### Duggingen
| KGS-Nr. | Foto | Objektbezeichnung  | Typ | Adresse      | Koordinaten     |
| ------- | ---- | ------------------ | --- | ------------ | --------------- |
| 01420   |      | Schloss Angenstein | O   | Angenstein 1 | 612535 / 256960 |

### Kilchberg
| KGS-Nr. | Foto | Objektbezeichnung              | Typ | Adresse | Koordinaten     |
| ------- | ---- | ------------------------------ | --- | ------- | --------------- |
| 01440   |      | Evangelisch-reformierte Kirche | E   |         | 634716 / 252885 |

### Lampenberg
| KGS-Nr. | Foto | Objektbezeichnung                                        | Typ | Adresse | Koordinaten     |
| ------- | ---- | -------------------------------------------------------- | --- | ------- | --------------- |
| 09567   |      | Stälzer (neolithische Silexabbaustelle/Silexschlagplatz) | A   |         | 623101 / 252900 |

### Langenbruck
| KGS-Nr. | Foto | Objektbezeichnung                      | Typ | Adresse | Koordinaten     |
| ------- | ---- | -------------------------------------- | --- | ------- | --------------- |
| 09568   |      | Dürsteltal (mittelalterlicher Bergbau) | A   |         | 626001 / 244800 |

### Läufelfingen
| KGS-Nr. | Foto | Objektbezeichnung     | Typ | Adresse | Koordinaten     |
| ------- | ---- | --------------------- | --- | ------- | --------------- |
| 01443   |      | Burgruine Neu-Homburg | A O |         | 631431 / 250320 |

### Laufen
| KGS-Nr. | Foto | Objektbezeichnung                      | Typ | Adresse       | Koordinaten     |
| ------- | ---- | -------------------------------------- | --- | ------------- | --------------- |
| 01447   |      | Christkatholische Kirche St. Katharina | E   | Amtshausgasse | 604646 / 252471 |

### Lausen
| KGS-Nr. | Foto | Objektbezeichnung                                      | Typ | Adresse | Koordinaten     |
| ------- | ---- | ------------------------------------------------------ | --- | ------- | --------------- |
| 01451   |      | Bettenach (römische bis hochmittelalterliche Siedlung) | A   |         | 624071 / 258500 |

### Liestal
| KGS-Nr. | Foto | Objektbezeichnung                                           | Typ  | Adresse               | Koordinaten     |
| ------- | ---- | ----------------------------------------------------------- | ---- | --------------------- | --------------- |
| 01464   |      | Munzach (römischer Gutshof)                                 | A    |                       | 621221 / 259800 |
| 08781   |      | Staatsarchiv des Kantons Basel-Landschaft                   | Arch | Wiedenhuberstrasse 35 | 621695 / 259631 |
| 09071   |      | Frenkenbrücke der SCB                                       | E    | Frenkenstrasse        | 622944 / 258608 |
| 09569   |      | Römische Wasserleitung                                      | A    | Heidenlochstrasse     | 623651 / 258600 |
| 17118   |      | Archive und Sammlungen von Archäologie und Museum Baselland | A    | Amtshausgasse 7       | 622327 / 259433 |

### Maisprach
| KGS-Nr. | Foto | Objektbezeichnung | Typ | Adresse      | Koordinaten     |
| ------- | ---- | ----------------- | --- | ------------ | --------------- |
| 01473   |      | Mühle             | E   | Unterdorf 16 | 630771 / 263651 |

### Münchenstein
| KGS-Nr. | Foto | Objektbezeichnung                         | Typ | Adresse              | Koordinaten     |
| ------- | ---- | ----------------------------------------- | --- | -------------------- | --------------- |
| O1474   |      | Bruckgut                                  | E   | Hauptstrasse 1       | 613638 / 263024 |
| 01478   |      | Villa Merian, Wirtschaftsgebäude und Park | E   | Unter Brüglingen 1–4 | 613161 / 264946 |
| 08529   |      | Sportmuseum Schweiz, Begehlager           | M   | Reinacherstrasse 1   | 612596 / 264455 |
| 08594   |      | Schaulager                                | M   | Ruchfeldstrasse 19   | 612952 / 264205 |
| 08620   |      | Kutschenmuseum                            | M   | Vorder Brüglingen 4  | 613253 / 265168 |
| 09033   |      | Gartenbad St. Jakob                       | E   | Grosse Allee 1a–h    | 613705 / 265482 |

### Muttenz
| KGS-Nr. | Foto | Objektbezeichnung                                 | Typ | Adresse            | Koordinaten     |
| ------- | ---- | ------------------------------------------------- | --- | ------------------ | --------------- |
| 01483   |      | Genossenschaftssiedlung Freidorf                  | O   | St. Jakobs-Strasse | 614301 / 265150 |
| 01484   |      | Reformierte Pfarrkirche St. Arbogast              | E   | Kirchplatz 1       | 615584 / 263528 |
| 01485   |      | Rangierbahnhof, Hauptdienstgebäude                | E   | Rangierbahnhof 9   | 615728 / 264846 |
| 11676   |      | Au-Hard (Teil der spätrömischen Rheinbefestigung) | A   | Au-Hard            | 616541 / 265480 |

### Nenzlingen
| KGS-Nr. | Foto | Objektbezeichnung                                                   | Typ | Adresse | Koordinaten     |
| ------- | ---- | ------------------------------------------------------------------- | --- | ------- | --------------- |
| 09570   |      | Birsmatten-Basisgrotte (mesolithisch genutzte Höhle mit Bestattung) | A   |         | 608391 / 254880 |

### Oltingen
| KGS-Nr. | Foto | Objektbezeichnung                   | Typ | Adresse         | Koordinaten     |
| ------- | ---- | ----------------------------------- | --- | --------------- | --------------- |
| 01494   |      | Reformierte Pfarrkirche St. Niklaus | O   | Herrengasse 39  | 637362 / 253705 |
| 09528   |      | Wohnhaus (Grosses Haus)             | E   | Hauptstrasse 54 | 637487 / 253597 |

### Ormalingen
| KGS-Nr. | Foto | Objektbezeichnung   | Typ | Adresse | Koordinaten     |
| ------- | ---- | ------------------- | --- | ------- | --------------- |
| 01495   |      | Burgruine Farnsburg | A E |         | 632551 / 260360 |

### Pfeffingen
| KGS-Nr. | Foto | Objektbezeichnung    | Typ | Adresse | Koordinaten     |
| ------- | ---- | -------------------- | --- | ------- | --------------- |
| 01499   |      | Burgruine Pfeffingen | A E |         | 611561 / 255850 |

### Reigoldswil
| KGS-Nr. | Foto | Objektbezeichnung | Typ | Adresse      | Koordinaten     |
| ------- | ---- | ----------------- | --- | ------------ | --------------- |
| 09140   |      | Haus Preiswerk    | E   | Gorisen 231a | 618956 / 251025 |

### Rümlingen
| KGS-Nr. | Foto | Objektbezeichnung | Typ | Adresse            | Koordinaten     |
| ------- | ---- | ----------------- | --- | ------------------ | --------------- |
| 01520   |      | Eisenbahnviadukt  | E   | Häfelfingerstrasse | 631071 / 252680 |

### Sissach
| KGS-Nr. | Foto | Objektbezeichnung                                                          | Typ | Adresse              | Koordinaten     |
| ------- | ---- | -------------------------------------------------------------------------- | --- | -------------------- | --------------- |
| 01523   |      | Landsitz Ebenrain                                                          | O   | Itingerstrasse 13–17 | 627622 / 257102 |
| 01524   |      | Reformierte Pfarrkirche St. Jakob                                          | E   | Schulstrasse 8       | 627982 / 257287 |
| 01525   |      | Bischofstein (prähistorische Höhensiedlung / mittelalterliche Burg)        | A   |                      | 629281 / 258280 |
| 01529   |      | Sissacherfluh (prähistorische Höhensiedlung / mittelalterliche Fluchtburg) | A   | Fluematten           | 628601 / 258920 |
| 09591   |      | Burgenrain (prähistorische Höhensiedlung)                                  | A   |                      | 628621 / 256420 |

### Waldenburg
| KGS-Nr. | Foto | Objektbezeichnung                                                                 | Typ | Adresse  | Koordinaten     |
| ------- | ---- | --------------------------------------------------------------------------------- | --- | -------- | --------------- |
| 01535   |      | Gerstelfluh (prähistorische Höhensiedlung / mittelalterliches Herrschaftszentrum) | A   |          | 624601 / 247760 |
| 09130   |      | Villa Gedeon Thommen mit Park                                                     | O   | Wilweg 8 | 623338 / 248411 |

### Ziefen
| KGS-Nr. | Foto | Objektbezeichnung             | Typ | Adresse | Koordinaten     |
| ------- | ---- | ----------------------------- | --- | ------- | --------------- |
| 09763   |      | Wohnhaus mit Heimposamenterei | O   | Dorf    | 620355 / 253327 |

### Zunzgen
| KGS-Nr. | Foto | Objektbezeichnung | Typ | Adresse | Koordinaten     |
| ------- | ---- | ----------------- | --- | ------- | --------------- |
| 01545   |      | Zunzger Büchel    | A   | Erdwerk | 627791 / 255170 |